# Icon Magazine
Ej att förväxla med brittiska Icon Magazine (grundat 2003)
Icon Magazine är ett svenskt livsstilsmagasin, utgivet första gången 27 september 2011.
Icon Magazine grundades av Peter Smirnakos och Joel Persson hösten 2011 som ett livsstilsmagasin för män, och gavs då ut av Bonnier tidskrifter. Dess ämnesinriktning är "intressanta fenomen, innovatörer och nyheter inom stil, mat, resor, business, kultur, design, teknik och miljö".
År 2015 övertogs ägandeskapet av de båda chefredaktörerna Peter Smirnakos och Joel Persson och blev en del av marknadsbolaget Icon Brands.. Den ges ut med fyra nummer per år (initialt tio nummer per år). Tidningen blev då också en del av marknadsbolaget Icon Brands, som arbetar med utveckling och internationell profilering av svenska företag samt H&M Foundations nya Global Change Awards.
I samband med tidningens femårsjubileum gavs hösten 2016 ut en antologi med tjugo utvalda reportage, ICON – 20 inspiratörer som har förändrat vår värld (Volante).